# Fesztivál

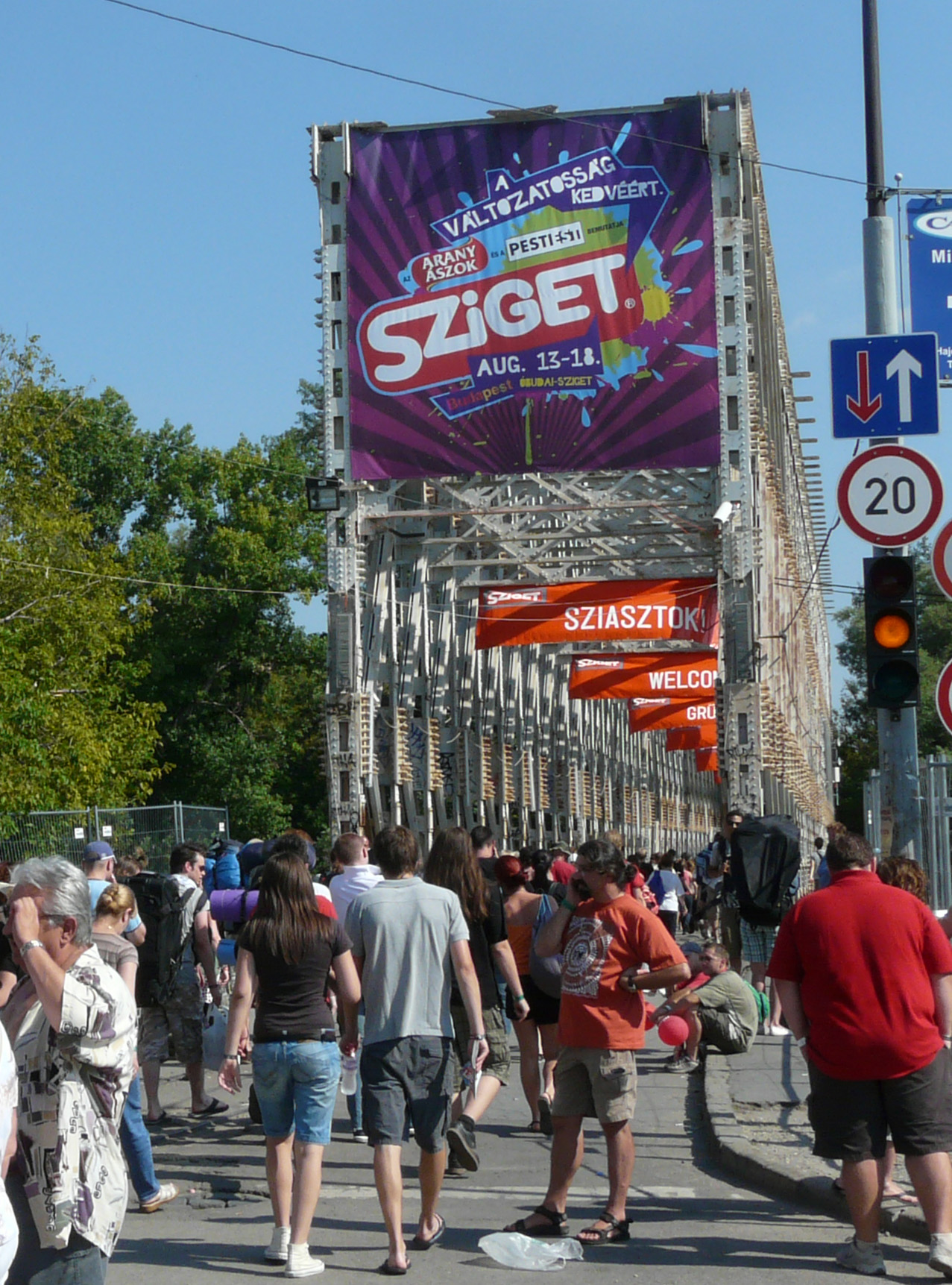
Bejárat a Sziget fesztiválra

A fesztivál fogalma alatt ünnepi játékokat, időszakos kulturális ünnepeket, művészeti bemutatókat, seregszemléket értünk.  Tágabb értelmezésben a fesztivál azonos időpontban rendezett különböző rendezvények összessége. Ilyen például a Budapesti Tavaszi Fesztivál is.
A fesztiválok mint nagyrendezvények turisztikai látnivalóként rendkívül fontosak. A fesztiválok szerepelnek a legtöbbször a turisztikai eseménynaptárakban és programfüzetekben a nagyrendezvények sorában, mint a külföldiek számára ajánlott rangos programok.
A nagy múltú, hagyományos népi fesztiválok a megőrzött folklór, tánc és zene közvetítésével a turisták számára – az adott nyelv ismerete nélkül is – érthetőek, élvezhetőek. Ezen rendezvények esetében eredetileg elsősorban ünnepekről van szó, amelyeket a nép és a vallás nem külsődleges, hanem belső szükséglet kielégítésére hozott létre. Az ünnepek az emberekért vannak és csak ezután képeznek turisztikai programokat.

## Történelem
A fesztiválok, tömeges ünnepségek, karneválok, „fieszták” különböző hagyományok alapján alakultak ki. E fesztiváloknak meghatározott közege (népi, vallási), színhelyei (templom, tenger) és funkciói voltak. E funkciók stabilizáló jellegűek voltak, amennyiben a közösség összetartozását célozták, feszültségoldó, amennyiben békét akar, ajándékok átadására szolgál. Az ünnep információkat is közvetített, azáltal hogy az együvé tartozás jeleként újra és újra megrendezték, de jeleket és közleményeket is hordozott a benne lévő rítusok a vele együtt járó öltözetek és ételek által. Az ilyen fesztiválokat ma éppen hagyományőrző jellegük, belső tartalmuk miatt, kifejezőerejük által kezelik kiemelkedő módon, mert bennük a külső szemlélő egy önfeledten szórakozó közösséget fedez fel.

## A fesztiválok típusai
A fesztiválokat az alábbiak szerint osztályozhatjuk:

### Hagyományos népi fesztiválok
- Karneválok
  - Riói karnevál
  - Velencei karnevál
  - New orleansi karnevál

### Kulturális fesztiválok
- Összművészeti, évszakhoz kötődő

Budapesti Tavaszi Fesztivál
Plácido Domingo Classics
Oktoberfest
Edinburgh-i Fesztivál
Médiawave
- Filmfesztiválok

Velencei Nemzetközi Filmfesztivál
Cannes-i Fesztivál
Filmvásár (Cannes-i Fesztivál)
- Színházi fesztiválok

Szent Olaf Fesztivál
- Cirkuszi fesztiválok

Budapesti Nemzetközi Cirkuszfesztivál
Monte-carlói Nemzetközi Cirkuszfesztivál
Holnap Cirkusza Világfesztivál
European Youth Circus Festival of Wiesbaden
- Klasszikus zenei fesztiválok

Bayreuth Ünnepi napok
Salzburgi Ünnepi Hetek
- Könnyűzenei fesztiválok

Woodstocki fesztivál
Eurovíziós Dalfesztivál
Sanremói Fesztivál
Heted 7 Vigasság
- Népművészeti fesztiválok

Freimarkt

### Tudományos fesztiválok
- v.ö.: szimpozion

### Ifjúsági fesztiválok
- Világifjúsági és diáktalálkozó
- Katolikus Ifjúsági Világtalálkozó

### Mezőgazdasági fesztiválok
- Borfesztiválok
- Sörfesztiválok
- Élelmiszeripari

## Híres fesztiválok időpont szerint
| Időpont           | Helyszín                          | Elnevezése                                                                             |
| ----------------- | --------------------------------- | -------------------------------------------------------------------------------------- |
| Január 6.         | Madrid                            | „Három királyok érkezése” (Fiesta)                                                     |
| január            | Kína                              | „Tigris és oroszlán” (Fesztiválok)                                                     |
| Január 24.        | Cosquin                           | Folklórfesztivál (Argentína)                                                           |
| Január-október    | Salzburg                          | Zenei fesztivál Mozart szülőhelyén                                                     |
| február           | Binche                            | Farsangi karnevál Belgium)                                                             |
| március           | Budapest                          | Tavaszi fesztivál                                                                      |
| Március 12.       | Valencia                          | „Las Fallas” óriási papírmasé figurák építése majd elégetése és egy hatalmas tűzijáték |
| Március 2.        | New Orleans                       | „Mardi Gras karnevál„ (USA)                                                            |
| Március 2.        | Rio de Janeiro                    | A világhírű brazil karnevál                                                            |
| április           | Prága                             | „Prágai Tavasz” kulturális fesztivál                                                   |
| Május 15.         | Bécs                              | Zenei fesztivál (június 15.-ig)                                                        |
| Április 1.        | Párizs                            | „Fekete puding” fesztivál                                                              |
| április           | Bolívia                           | „Tanjai fesztivál”                                                                     |
| Június 25.        | Oroszország Moz                   | „Tatár fesztivál”                                                                      |
| Június 21.        | Vatikán                           | „Szent Péter napi körmenet”                                                            |
| Június 29.        | Lerdo (Mexikó)                    | Virágfesztivál                                                                         |
| június-augusztus  | Dubrovnik                         | „Libertas fesztivál”                                                                   |
| Július 7.         | Japán                             | Tanabata „Hét Vispera Fesztivál”                                                       |
| Július 6-12.      | Pamplona                          | „San Fermin fesztivál” ˙(Spanyolország)                                                |
| Július 17-25.     | Kemence, Perőcsény, Bernecebaráti | „Heted 7 Vigasság” (Magyarország)                                                      |
| július-szeptember | Athén                             | „Herodes Atticus Theatre”                                                              |
| Augusztus 15.     | Dodona                            | „Görög Joannina Fesztivál”                                                             |
| augusztus         | Anglia                            | „Notting Hill-i Fesztivál”                                                             |
| nyár              | Szentpétervár                     | „Fehér éjszakák Fesztivál”                                                             |
| nyár              | Bulgária                          | „Rózsák ünnepe Fesztivál”                                                              |
| október           | München                           | „Oktoberfest”                                                                          |
| október 15.       | USA                               | „Childersburgi Bluegrass” Fesztivál                                                    |
| október           | Hartfort                          | „Farmer Market Days”                                                                   |
| október 22-24.    | Kanada                            | „Costeau Society Festival”                                                             |
| október vége      | Békéscsaba                        | „Csabai kolbászfesztivál”                                                              |
| november 21.      | Velence                           | „Salute fesztivál”                                                                     |
| november 17.      | El Fuerte                         | „Mexikói magyarországi Szent Erzsébet napi vásár és fesztivál”                         |
| november          | Ausztrália                        | „Blue Lake Fesztivál                                                                   |
| december 15.      | Köln                              | „Rózsák hete és vicc király választás a hun hordák elűzése”                            |
| december 26.      | Velence                           | „Velencei karnevál a tengeren”                                                         |
| december 31.      | Madrid                            | „Noche Vieja szilveszter éjszakai fieszta a Puerta del Sol-on”                         |

## A fesztiválok megszervezése
A fesztiválok és általában a nagyrendezvények megrendezésével szembeni elvárások:
- A rendezvény feleljen meg az alapvető tartalmi követelményeknek, épüljön a népi-, történelmi hagyományokra. Elégítse ki a modern kor igényeit!
- Célszerű, ha a rendezvény valamely kulturális sport, vagy művelődésügyi intézmény védnöksége alatt áll, amely kapcsolatot tart a helyi önigazgatási szervekkel.
- A rendezvénynek ki kell sugároznia helyi, országos vagy nemzetközi vonzerőt a szerzett tapasztalatok alapján, vagy más hasonló rendezvényekkel összehasonlítva.
- A rendezvény helyszín, időpontja, a férőhelyek száma, a helyárak, a belépők ellenkörzésének módszerének kidolgozása mellett meg kell tervezni a költségvetése forrás oldalát is.
- Gondoskodni kell a rendezvény megközelítésének és megrendezésének lehetőségeiről, az évszak helyi időjárásának megfelelően be kell szerezni a tűz és közrendvédelmi szervek engedélyét is.
- A rendezvény sikere érdekében illetve a közönség kényelme érdekében gondoskodni kell a vendéglátási, higiéniai szolgáltatásokról a közegészségügyi és járványügyi hatóságoknál.
- Garantálni kell a rendezvény megalapozott stabilitását és rendszere ismétlődését (évente, kétévente), ami szükséges a programozhatóság, az értékesítés és a reklám szempontjából.
- Már a kezdet során az installáció többrendeltetésű kivitelezésére kell ügyelni, a környezet rendezésekor is a folyamatosságra kell törekedni és a helyi lakosság megnyerésével is a jövőt kell biztosítani.